# Abies beshanzuensis
Abies beshanzuensis é uma espécie de conífera da família Pinaceae.
Apenas pode ser encontrada na China. É ameaçada por perda de habitat.